# Sarah Flannery
Sarah Flannery (* 1982 in County Cork, Irland) ist eine irische Mathematikerin.
Mit 16 Jahren gewann sie 1999 bei der Esat Young Scientist Exhibition mit der Entwicklung des Cayley-Purser-Algorithmus. Dieser basiert auf einer Arbeit, welche sie zuvor in einem Praktikum bei der Firma Baltimore Technologies zusammen mit deren Forschern gemacht hat. Das Projekt mit dem Titel „Kryptographie – Ein neuer Algorithmus gegen den RSA“ (Originaltitel: „Cryptography – A new algorithm versus the RSA“) siegte im gleichen Jahr ebenfalls beim European Union Contest for Young Scientists. Ihr 2001 erschienenes Buch In Code, welches sie zusammen mit ihrem Vater, dem Mathematiker David Flannery, geschrieben hatte, dokumentiert die Entstehungsgeschichte des Algorithmus und erzählt von der Freude, welche sie schon ihr ganzes Leben an der Lösung mathematischer Rätsel hat.
Flannery studierte Informatik im Peterhouse, einem College der Universität Cambridge. 2003 schloss sie dieses Studium mit dem akademischen Grad eines Bachelors ab und machte daraufhin ihren Master. 2006 begann sie bei Electronic Arts als Softwareingenieur zu arbeiten. Sie half bei der Gründung von TirNua, der Entwicklerfirma des gleichnamigen Onlinespiels, bei welcher sie derzeit als „Chief Scientist“ beschäftigt ist.
Sarah Flannery ist die Tochter von David und Elaine Flannery. Sie hat vier jüngere Brüder: Mick, Brian, David und Eamonn. Mick Flannery ist ein irischer Sänger und Songwriter.
Die Laternen der St. Patrick’s Street, einer bedeutenden Straße ihrer Heimatstadt Cork, sind nach ihr benannt.